# Ækvatorialguinea ved OL
Ækvatorialguinea deltog første gang i olympiske lege under Sommer-OL 1984 i Los Angeles og har siden deltaget i samtlige sommerlege. De har aldrig deltaget i olympiske vinterlege. Ækvatorialguinea har aldrig vundet nogen medalje.
En af Ækvatorialguineas mest kendte udøvere er Eric Moussambani, som under Sommer-OL 2000 i Sydney svømmede 100 meter fri på 1.52,72 i sit kvalificeringsheat og brugte dermed over dobbelt så lang tid som vinderen.

## Medaljeoversigt
| Ækvatorialguineas medaljer under de olympiske sommerlege | Ækvatorialguineas medaljer under de olympiske sommerlege | Ækvatorialguineas medaljer under de olympiske sommerlege | Ækvatorialguineas medaljer under de olympiske sommerlege | Ækvatorialguineas medaljer under de olympiske sommerlege | Ækvatorialguineas medaljer under de olympiske sommerlege |
| -------------------------------------------------------- | -------------------------------------------------------- | -------------------------------------------------------- | -------------------------------------------------------- | -------------------------------------------------------- | -------------------------------------------------------- |
| Lege                                                     | Guld                                                     | Sølv                                                     | Bronze                                                   | Totalt                                                   | Rang                                                     |
| 1984 Los Angeles                                         | 0                                                        | 0                                                        | 0                                                        | 0                                                        | –                                                        |
| 1988 Seoul                                               | 0                                                        | 0                                                        | 0                                                        | 0                                                        | –                                                        |
| 1992 Barcelona                                           | 0                                                        | 0                                                        | 0                                                        | 0                                                        | –                                                        |
| 1996 Atlanta                                             | 0                                                        | 0                                                        | 0                                                        | 0                                                        | –                                                        |
| 2000 Sydney                                              | 0                                                        | 0                                                        | 0                                                        | 0                                                        | –                                                        |
| 2004 Athen                                               | 0                                                        | 0                                                        | 0                                                        | 0                                                        | –                                                        |
| 2008 Beijing                                             | 0                                                        | 0                                                        | 0                                                        | 0                                                        | –                                                        |
| 2012 London                                              | 0                                                        | 0                                                        | 0                                                        | 0                                                        | –                                                        |
| 2016 Rio de Janeiro                                      | 0                                                        | 0                                                        | 0                                                        | 0                                                        | –                                                        |
| 2020 Tokyo                                               |                                                          |                                                          |                                                          |                                                          |                                                          |
| Totalt                                                   | 0                                                        | 0                                                        | 0                                                        | 0                                                        |                                                          |